# 대한민국의 교육부 차관보
교육부 차관보(敎育部 次官補)는 장관과 차관을 보좌하는 직위로, 정무직공무원으로 보한다.

## 임명
- 교육부 차관보는 대통령이 임명한다.

## 역할
- 교육부 차관보는 장관과 차관을 보좌하여 소관사무를 처리하고 소속공무원을 지휘·감독하며, 차관이 사고로 직무를 수행할 수 없으면 그 직무를 대행한다.

## 역대 차관보

### 교육인적자원부 차관보
| 정부        | 대수 | 이름           | 임기                               | 비고                         |
| ----------- | ---- | -------------- | ---------------------------------- | ---------------------------- |
| 김대중 정부 | 초대 | 이기우(李基雨) | 2001년 1월 29일 ~ 2001년 4월 9일   |                              |
| 김대중 정부 | 초대 | 고재방(高在邦) | 2001년 4월 10일 ~ 2003년 3월 26일  |                              |
| 김대중 정부 | 초대 | 김정기(金正基) | 2001년 1월 23일 ~ 2003년 5월 6일   | 겸 국제교육정보화기획관 겸임 |
| 노무현 정부 | 2대  | 정기언(鄭奇彦) | 2003년 3월 27일 ~ 2004년 10월 25일 |                              |
| 노무현 정부 | 3대  | 서남수(徐南洙) | 2004년 10월 25일 ~ 2005년 9월 5일  |                              |
| 노무현 정부 | 4대  | 김광조(金光祚) | 2005년 9월 5일 ~ 2007년 8월 1일    |                              |
| 노무현 정부 | 5대  | 김정기(金正基) | 2007년 8월 1일 ~ 2008년 2월 28일   |                              |

### 교육부 차관보
| 정부        | 대수 | 이름           | 임기                            | 비고 |
| ----------- | ---- | -------------- | ------------------------------- | ---- |
| 윤석열 정부 | 초대 | 나주범(羅柱範) | 2022년 8월 9일 ~ 2024년 7월 8일 |      |
| 윤석열 정부 | 2대  | 김영곤         | 2024년 9월 19일 ~               |      |

## 같이 보기
- 교육부
- 교육부 장관
- 교육부 차관